# Marie Hammarström
Marie Hammarström (Glanshammar, 29 marzo 1982) è un'ex calciatrice svedese, di ruolo centrocampista, vincitrice dell'edizione 2010 della Svenska Cupen damer con il KIF Örebro.
Vestendo la maglia della Nazionale svedese ha inoltre conquistato il terzo posto nel Mondiale di Germania 2011 e nell'europeo di categoria 2013. È sorella gemella di Kristin, anch'essa ex calciatrice, di ruolo portiere che condivise con lei le maglie di club e nazionale.

## Palmarès
- Coppa di Svezia: 1

KIF Örebro: 2010